# 强巴林寺
强巴林寺（藏語：བྱམས་པ་གླིང，威利转写：byams pa gling，意为“慈氏洲”），又名昌都寺（藏語：ཆབ་མདོ་དགོན་པ，威利转写：chab mdo dgon pa），汉名俱善弥勒寺、祝釐寺，是位于中国西藏自治区昌都市卡若区城关镇（又称“昌都镇”）的藏传佛教格鲁派寺院，是康区第一大寺，被誉为“藏东第一禅林”。
昌都强巴林寺在汉语书籍中有时音译为“察木多江巴林寺”、“昌都向巴林寺”、“昌都绛巴林寺”、“昌都强巴岭寺”等等。这些均为同一地名及寺庙的不同音译。

## 历史
强巴林寺位于卡若区城关镇内的马拉山的四级台地之上。强巴林寺建寺前，有一座称作“加朗拉卡贡”的小寺。“加朗”意为“大道”或“通往内地的路”，“拉卡贡”意为“上坡顶上的寺”。这描述了该寺所处位置。强巴林寺建寺后，最初称作“曲科强巴林”，“曲科”意为法轮，“强巴”为藏语“弥勒佛”之名。“林”意为“寺”或“洲”。传说该寺初建时，主供佛为“强巴佛”，故寺名为“曲科强巴林”，汉译为“法轮弥勒寺”或“法轮慈氏洲”。因该寺位于两江汇合处的昌都，故称“昌都曲科强巴林”，简称“昌都强巴林”或“昌都寺”。
根据西藏宗教史上的说法，宗喀巴1373年16岁时由青海赴拉萨学经途中，经过两水交汇的昌都时，曾在日后强巴林寺的地址处住了一晚，梦见十六罗汉中的巴古拉，于是宗喀巴预言“此两水交汇之地乃福田妙地，若建一大道场定能弘扬佛法”。强巴林寺由宗喀巴的弟子、被称为“边远护持圣教六大旗手”之一的向生·西绕松布（又作“喜绕松布”、“麦·西绕松布”等等）创建。这是向生·西绕松布在康区兴建的第一座格鲁派大寺，他也成为该寺第一任堪布。
该寺创建时间有多个版本，一般认为创建时间在1436年至1444年之间。一说创建于1444年（藏历木鼠年），依据为向生·西绕松布的亲传弟子桑吉松布所著的藏文木刻版《向生·西绕松布小传》的记载，即麦·西绕松布50岁时的藏历木鼠年（1444年）创建了强巴林寺。此说最早，撰写人又为亲传弟子，故最为可信。一说创建于1437年（火蛇年），源自《向生·西绕松布小传》一度失传之后，第司·桑杰嘉措所著《格鲁派教法史——黄琉璃宝鉴》中的记载：建寺年代有“第七饶迥的木鼠年或火蛇年两种带疑问的建寺说法，但其中后一说法最为公认。”由此，1437年之说开始流传，后来影响很大。一说创建于1347年（藏历火猪年），主要见于汉文书籍《藏族简史》中，但该说法同向生·西绕松布（生于1395年）创寺之说矛盾，故不可信。
强巴林寺是康区第一座藏传佛教格鲁派寺院。该寺的创建，拉开了格鲁派在康区传教的序幕。《土观宗派源流》称，由于昌都强巴林寺的创建，方才“使格鲁派遍布于号称六岗、六绒、六雪、三茹的整个康区。”
据藏文史书记载，康熙五十八年（1719年），强巴林寺对清廷派往冈底斯山勘界的人员给予大力配合，为此清朝康熙帝特颁圣旨，敕封第六世帕巴拉活佛帕巴拉·济美丹贝甲措为“阐讲黄法额尔德尼那门汗”名号，赐铜印，并为寺庙御赐“俱善弥勒寺”（译成藏文为“甘丹强巴林”）之名，所以一些藏文史料称昌都强巴林寺为“昌都甘丹强巴林”。
第七世帕巴拉活佛帕巴拉·邓巴贡布为表示对乾隆帝八旬大寿的庆典，在寺内专门修建了一座庙宇，并请乾隆帝赏赐庙名。乾隆五十六年（1791年），乾隆帝为此题写了“祝釐寺”匾额。自此，在一些汉文史料中，称强巴林寺为祝釐寺。
历史上，强巴林寺同中国内地王朝的关系密切。自清朝康熙帝开始，强巴林寺主要活佛受到清朝历代皇帝的册封。寺内至今仍存有康熙五十八年五月颁给帕巴拉活佛的铜印。
17世纪，强巴林寺的主要建筑曾被白日土司毁坏。1912年5月12日，强巴林寺被彭日升烧毁。但主殿（当时被作为监狱）及两座其他建筑幸存。1917年，在藏军占领昌都之后，该寺获得重建。
文化大革命时期，强巴林寺遭到极大破坏。改革开放之后，1980年中央召开第一次西藏工作座谈会以来，中国共产党的民族和宗教政策相继落实。1982年起，由政府拨巨款，外加群众自愿出工出力，强巴林寺很快获得恢复。
强巴林寺有十二座扎仓，僧众最多时达到5000多人，并且辖有周围70座小寺。据传统说法，当向生·西绕松布建寺时，有3000位僧人跟随；而到19世纪初，该寺有超过2000名僧人。如今，该寺常住喇嘛逾千人。
1962年12月，强巴林寺被列为第一批西藏自治区文物保护单位。

## 管理
自强巴林寺建寺起，便设有“赤巴”体系。“赤巴”本来是活佛体系尚未出现前，师徒传承的一种方式，后来活佛转世制度出现，赤巴就变为象征寺院内宗教权威的法主，赤巴一职只能由堪布及活佛担任。第一任堪布向生·西绕松布圆寂后，到第十三任堪布以前，该寺均聘请寺内外高僧出任，这就是通过聘请法嗣堪布来主持寺院。1594年，第三世帕巴拉活佛帕巴拉·通娃顿垫（宗喀巴的弟子沃贝吉多的门徒），以学识及组织才能出众，成为该寺第十四任法嗣堪布。这是帕巴拉活佛世系住持该寺的开始，该世系也成为强巴林寺第一大活佛系统。由此形成了历代帕巴拉活佛担任法嗣堪布，住持该寺的惯例。只有在帕巴拉活佛圆寂或年幼时，由谢瓦拉活佛、甲热活佛、贡多活佛三位中，推荐一位住持该寺政教事务。
西藏和平解放前，昌都宗是帕巴拉活佛掌权的封地，实行政教合一的统治。帕巴拉既是强巴林寺最高宗教领袖，又是昌都宗最高行政首领。帕巴拉政教合一的机构分为“孜勒空”、“雪勒空”。
- “孜勒空”：为帕巴拉的僧官机构，在帕巴拉的领导下，负责强巴林寺所属寺庙的宗教事务及活动。其官员有负责宗教行政事务的管家“则聂”3人；负责接待客人的“则卓”2人；负责文书的“则仲”2人，则仲手下设有助理文书“仲曹”2人；佛灯执事者“朗嘎多当”1人；经商官“充勒巴”5人。强巴林寺的最高会议机构为“都热拉西”，参加者有该寺5大扎仓的导师“洛本”5人；8所禅院的头领“西所”8人；总管香火的“果念本”1人；总领经师“吴泽青木”1人，吴泽青木之下有助理领经师“吴穷”16人。
- “雪勒空”：为帕巴拉管辖范围内的最高行政机构，其最高官员称“谢左”（意为“总管”）。谢左起初由帕巴拉直接任命，任期3年到5年。自1918年西藏噶厦在昌都设立“朵麦基巧”（意为“昌都总管”）后，谢左一职改由帕巴拉提名，经达赖和摄政王任命。谢左总管帕巴拉辖区内的察堆、察麦、达色、琼布麦日、白日等5个小宗以及18个甲本区的全部行政事务。在谢左之下设有大管家“聂青”3人。聂青之下，有小管家“聂穷”2人；与聂穷平行设有总管差役刑法的“协本”2人；负责监督管理的“达吉”2人；负责文书的“仲译”2人，仲译之下有助理文书“仲曹”2人；负责基础设施建设和维修房屋的“康聂”1人。[3]

强巴林寺有五大活佛世系，依次为帕巴拉活佛、谢瓦拉活佛、甲热活佛、贡多活佛、嘉热活佛。这五大活佛世系的关系，在《土观宗派源流》中有记载：“后来帕巴拉（圣天）投生为宗喀巴大师亲教弟子古交朵丹巴或名瑜伽师畏巴多吉（无量光金刚）之子，由他和其他以后的各代转世继承了法位。帕巴拉弟子中又有希瓦桑布、甲热朱古、嘉热朱古及其历代的转世。”实际上，帕巴拉、谢瓦拉、甲热等活佛世系，是以嫡亲关系相传而形成。最初，他们大部分在贡布地区传教并建寺，后来才逐渐转移到以昌都为中心的康区。该寺的五大活佛世系均在清朝理藩院入册，并先后被清朝册封和赏赐印信。据藏文、汉文史料记载，康熙五十八年（1791年），册封第六世帕巴拉活佛帕巴拉·济美丹贝甲措“阐讲黄法额尔德尼那门汗”名号，并赐铜印。乾隆五十六年（1719年），又将铜印换成了银印。同治五年（1866年），将原“那门汗”名号晋升为“呼图克图”。光绪十五年（1889年），册封第九世帕巴拉活佛帕巴拉·阿旺罗桑济美丹贝坚参为“敉远禅师”。同治三年（1864年），贡多活佛以呼图克图列名册档。光绪二十九年（1903年），册封第六世谢瓦拉活佛谢瓦拉·丹增赤来为“通诚禅师”，册封第八世甲热活佛甲热·曲吉坚参为“博善禅师”。如今，该寺的第一大活佛系统仍然是帕巴拉活佛，第十一世帕巴拉活佛帕巴拉·格列朗杰出任全国人民代表大会常务委员会副委员长。除了五大活佛系统之外，该寺还逐渐发展出中等活佛七位，小活佛十八位。
该寺五大活佛系统的现状为：
1. 帕巴拉活佛（第十一世）：帕巴拉·格列朗杰，全国人民代表大会常务委员会副委员长。[3]
2. 谢瓦拉活佛（第七世）：谢瓦拉·阿旺青饶，参与1959年藏区骚乱，1959年圆寂。[3]
3. 甲热活佛（第十一世）：甲热·洛桑丹增，西藏自治区人民政府副主席。[3]
4. 贡多活佛（第六世）：贡多·洛桑丹增·巴丹龙珠（又称谢文根多·格列加措），1959年流亡瑞士[3]，2011年后回到中国定居。[10]
5. 嘉热活佛（第八世）：嘉热·洛桑丹增·曲吉旺秀，1973年圆寂。[3]

昌都寺有9大扎仓，其中4个扎仓为晚期设立，故一般史料仅记载最初的5大扎仓，即林堆扎仓、林麦扎仓、奴林扎仓、耶当扎仓（又称库优扎仓）、江热扎仓。其中，林堆扎仓、江热扎仓为最早创建。后来，晚期又陆续创建了古学扎仓、格龙扎仓、阿确扎仓、策尼扎仓。5大扎仓下设8个禅相院，禅相院下设若干康村。
中华人民共和国时期，强巴林寺设立了强巴林寺民主管理委员会，2011年10月改设强巴林寺管理委员会。宗洛·向巴克珠活佛长期担任强巴林寺民主管理委员会主任，2011年10月改任强巴林寺管理委员会第一主任。2013年2月11日（藏历水蛇年元月初一），昌都地委委员、统战部部长江拥洛追看望慰问了无党派人士、昌都地区政协副主席图嘎，并赴强巴林寺看望慰问了西藏自治区政协副主席、昌都地区政协副主席宗洛·向巴克珠，中国佛教协会西藏分会副会长、昌都地区佛教协会名誉会长加纳·加央克珠等宗教界爱国人士。

## 宗教活动
强巴林寺的“古庆”跳神，面具狰狞，动作典雅，场面宏大。该寺的铖斧舞，服饰华丽，舞姿古朴，配器清越。以强巴林寺独有的宗教舞蹈为形式的“昌都藏戏”在西藏自成一格。强巴林寺喇嘛跳的“卓” 舞也很独到。
该寺过去每年都举办众多佛事活动。如今，该寺的传统宗教活动大都已经恢复。其中最热闹的活动包括每年藏历正月十五日的酥油花灯会（酥油花展供品），藏历二月十五日的迎请弥勒佛法会，藏历十月十五日的燃灯节，藏历十二月二十七日至二十九日的跳神送鬼仪式等等。

## 建筑
强巴林寺的殿堂为藏式建筑风格。成书于1792年的《西藏志》载：强巴林寺“其寺向东，内有金顶一座，楼台院宇，宏阔壮丽，亦康区之胜区”。强巴林寺内藏有数以万计的佛像、文物，还有大批藏文经典。第六世、第七世帕巴拉活佛时期，是该寺鼎盛时期，下辖分寺达130多座，管辖地域东到江达的达色，南到桑昂曲，西到波密的倾多，北到琼布丁青。
强巴林寺的建筑规模在康区居首，建筑面积约500亩。强巴林寺以大经堂为正殿，围绕大经堂建有护法殿、度母殿（两座）、辩经院、格朵拉章、噶丹颇章、根日扎仓、桑德扎仓、堆廊扎仓、杰吉扎仓、南卓扎仓、德却扎仓、阔钦扎仓、次保扎仓、次尼扎仓、印经院、扎仓修行院、八大吉祥塔等建筑。寺内除以上谈到的五大活佛系统的5处活佛官邸，9大扎仓，8个禅相院之外，还设有20多座经堂，1座印经院、辩经场，及许多僧舍。
现在，强巴林寺不仅维修了大经堂、法相院经堂、帕巴拉、谢瓦拉、甲热三大活佛的官邸，还依原样重建了护法神殿、八个禅相院的主要经堂、几米高的八大如意塔、度母神殿等等。在大经堂顶上，建起了金色的歇山式大金顶及法轮卧鹿像。在以上各殿堂内，新塑了几米高的释迦牟尼佛、弥勒佛、宗喀巴师徒三人像，以及曾在强巴林寺执掌过的高僧，如向生·西绕松布、格西向巴他那、帕绷喀等的塑像或雕像。一尊释迦牟尼合金镀金像，由帕巴拉·格列朗杰活佛的经师、西藏自治区政协副主席雍增·土登唐巴生前主持供奉于大经堂内。在各级人民政府的关怀下，数千尊佛像及唐卡“物归原主”，重新回到强巴林寺，供奉在各殿堂内。大经堂内现存有数百座佛像及高僧塑像，还有许多唐卡。大经堂内还有新绘制的几千平方米的壁画，是由昌都“麦萨”画派的画师加永朗杰主笔。

### 引用
1. 1 2 3 4 5 6 7 8 9  . 新华网. 2007-12-14  [2013-03-02]. （原始内容存档于2009-07-18）.
2. 1 2 3 4 5  . 新华网. 2013-02-26  [2013-03-02]. （原始内容存档于2016-08-22）.
3. 1 2 3 4 5 6 7 8 9 10 11 12 13 14 15 16 17 18 19 20 21 22  于超. . 中国西藏网.   [2018-03-08]. （原始内容存档于2018-02-28）.
4. 1 2 3 4 5 6 7 8 9  土呷. . 中国藏学. 2010, (4): 29–35. CNKI CTRC201004007.
5. 1 2 3  Gruschke 2004, p. 36f.
6. ↑  土观·罗桑却季尼玛著，刘立千译注，土观宗派源流[Z]，拉萨：西藏人民出版社，1984年，第170页
7. 1 2  Buckley and Straus 1986, p. 216.
8. 1 2  Mayhew and Kohn 2005, p. 241.
9. 1 2 3 4 5  . 昌都. 2013-03-02  [2013-03-02]. （原始内容存档于2004-03-22）.
10. ↑  . 新华网. 2016-07-25  [2018-03-08]. （原始内容存档于2018-02-28）.
11. ↑  . 中国经济网. 2018-01-29  [2023-12-18]. （原始内容存档于2023-12-18）.
12. ↑  . 昌都报. 2013-02-25. （原始内容存档于2016-03-07） –西藏农经网.

### 书籍
- Buckley, Michael and Straus, Robert (1986): Tibet: a travel survival kit, Lonely Planet Publications. South Yarra, Victoria, Australia. ISBN 0-908086-88-1.
- Gruschke, Andreas (2004): Chamdo town in: The Cultural Monuments of Tibet’s Outer Provinces: Kham - vol. 1. The TAR part of Kham,  White Lotus Press, Bangkok 2004, pp. 36–45. ISBN 974-480-049-6
- Mayhew, Bradley and Kohn, Michael. (2005). Tibet. 6th Edition. Lonely Planet. ISBN 1-74059-523-8